# وورکلز

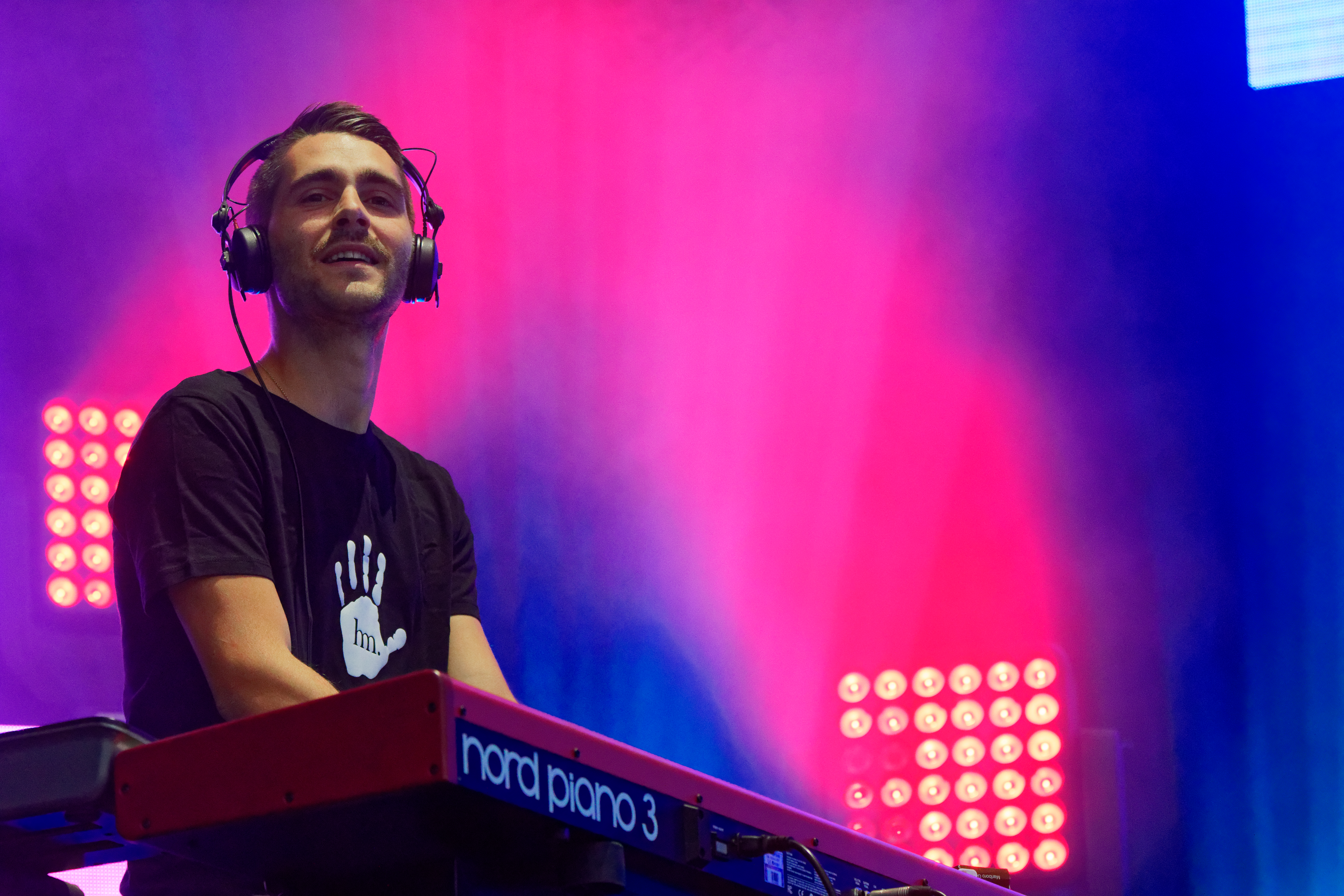
وورکلز

وورکلز (متولد ۲۸ سپتامبر ۱۹۸۸) یک دی جی فرانسوی و نوازنده الکترونیک است.
او از خانواده ای اهل موسیقی است، وی یادگیری پیانو را از ۳ سالگی شروع کرد. پس از تحصیل در هنرستان، تمام وقت خود را برای موسیقی و آهنگسازی الکترونیکی اختصاص داد. وورکلز با ریمیکس‌های خود موفقیت پیدا کرده و در یک تور جهانی و حضور در جشنواره‌های موسیقی تکنو در تهیه آلبوم استودیویی مشغول فعالیت است. در نوامبر ۲۰۱۴، او با دوستان خود N'to و Joachim Pastor لیبل Hungry Music را تأسیس کرد.
مجله بیلبورد در سال ۲۰۱۵ از وراکلز به عنوان «DJ فرانسوی در اوج» یاد کرد و آهنگهای وی را «تکنوی جدی با تاچ سبک»، «پر از انرژی متمرکز» توصیف کرد.

## آلبوم‌ها
- ارکستر (۷ مارس 2019)[۲]

## تک آهنگ‌ها
| سال  | تک آهنگ | رنکینگ | آلبوم |
| سال  | تک آهنگ | FR     | آلبوم |
| ---- | ------- | ------ | ----- |
| ۲۰۱۴ | "Porto" | ۵۵     |       |